# Chioneosoma farinosum
Chioneosoma farinosum är en skalbaggsart som beskrevs av Krynicky 1829. Chioneosoma farinosum ingår i släktet Chioneosoma och familjen Melolonthidae. Inga underarter finns listade i Catalogue of Life.